# Asylum Records
Asylum Records er et amerikansk pladeselskab, der blev grundlagt i 1971 af David Geffen og partneren Elliot Roberts, der begge tidligere havde arbejdet sammen på agentbureauet William Morris Agency. 
Selskabet blev i 1972 overtaget af Warner Communications (i dag Warner Music Group) og blev senere fusioneret med Elektra Records og blev til Elektra/Asylum Records.
Efter flere konstellationer er Asylym i dag primært orienteret mod hip hop, rockmusik og alternative metal. Selskabet ejes fortsat af Warner Music Group. Udgivelserne distribueres for øjeblikket gennem Atlantic Records.

## Historie
Asylum blev grundlagt for at kunne give en ung Jackson Browne en pladekontrakt. Selskabet specialiserede sig i den dengang nye californiske elektriske folk rock/country rock og signede hurtigt artister som Linda Ronstadt, Eagles og Warren Zevon. Asylum udgav også en række af Tom Waits' album i 1970'erne samt udgivelser fra tidligere medlemmer af The Byrds og Buffalo Springfield. Asylum markerede sig, da selskabet omkring 1973/74 signede Bob Dylan, da han kortvarigt forlod Columbia Records. Dylan udgav Planet Waves og livealbummet Before the Flood på Asylum, inden han gik tilbage til Columbia.  
Selskabet blev i slutningen af 1970'erne fusioneret med Elektra og udgav herefter under mærket Elektra/Asylym Records. David Geffen forlod kort efter selskabet i 1980 for at danne Geffen Records. 
I 1989 opgav Warner at anvende mærket til nyudgivelser, men blev fra 1992 lejlighedsvist anvendt til nyudgivelesr indenfor countrymusikken. 
Da Time Warner i 2004 solgte Warner Music til en række private investorer, blev mærket genoplivet, nu med fokus på hip hop. Selskabet fungerer som et selvstændigt label indenfor Warner Music Group, men anveder Elektras koder for sine udgivelser.

## Eksterne links
- Om Asylum på discogs.com